# 还乡河
还乡河，流经中华人民共和国河北省和天津市的一条河流，是蓟运河的一条支流。发源于河北省迁西县新集镇黄山东麓泉庄村的一个石方塘，蜿蜒向西南流经新集镇、新庄子乡、唐山市丰润区邱庄水库、左家坞镇、泉河头镇、丰润区城区西北部、七树庄镇、白官屯镇、玉田县鸦鸿桥镇、窝洛沽镇、潮洛窝乡、天津市宁河区丰台镇等地，最后于河北唐山汉沽管理区汉丰镇闫庄村汇入蓟运河。河流全长160千米，流域面积1566平方千米。还乡河上游为燕山余脉低山丘陵，板栗、核桃等经济林资源丰富，中下游为平原地区，农业发达。早在明朝开始，沿岸就开始引河水灌溉，种植水稻，历史上因发展灌溉多次对河道进行疏浚和治理。1984年建成的引滦入唐输水工程部分利用了还乡河道并穿越邱庄水库。